# Longay
Ne doit pas être confondu avec Longa.
Longay est une petite île inhabitée du Royaume-Uni située en Écosse et fait partie des Hébrides intérieures.